# 第二次岸田內閣
第二次岸田內閣（日语：／ Dainiji Kishida Naikaku */?）是日本眾議院議員、自由民主黨總裁岸田文雄就任第101任內閣總理大臣（首相）後，自2021年11月10日至2022年8月10日組成的內閣。該內閣由自由民主黨聯合公明黨組成，為自公連立政權。
因應眾議院大選結果出爐，日本國會在2021年11月10日下午召開第206回特別國會，岸田則在上午先行於首相官邸召開內閣會議，並率內閣總辭；稍後經過首相指名選舉及天皇任命後，新內閣正式上路。

## 概要
在特別國會選出岸田文雄為第101任首相後，岸田與公明黨黨魁會談確認兩黨繼續共組内閣。因距離岸田首次組閣僅約一個多月，加上岸田宣示「新資本主義」及推動地方活化數位改革；務求快馬加鞭，第一次岸田內閣絕大部分閣僚及自民黨執行部人事予以留任。外相因茂木敏充辭任並接替選舉失利的甘利明出任自民黨幹事長，而改由前文部科學大臣林芳正出任。針對中國在新疆人權爭議方面，岸田在本届特別設立國際人權問題擔當總理輔佐官一職，期望能整合外務省和法務省等相關官廳資訊，並協助作出合宜判斷。
2022年7月8日，前首相安倍晉三在奈良市助選時遇刺身亡後，日本媒體報導安倍與韓國統一教保持緊密關係成為了暗殺案疑犯的行兇動機，繼而揭發統一教在日本長年勾結自民黨為主的政客並對日本信徒進行洗腦及不良營銷大量斂財，導致2022年8月初岸田內閣的民望急跌，岸田提早在8月10日改組內閣並宣布會小心審查黨員與統一教的關係。

## 內閣成員

### 國務大臣
2021年（令和3年）11月10日任命。
| 職務                                                                  | 姓名與肖像 | 姓名與肖像 | 派系/原職                                 | 特別任命                                                                                      | 備註                                                                  |
| --------------------------------------------------------------------- | ---------- | ---------- | ----------------------------------------- | --------------------------------------------------------------------------------------------- | --------------------------------------------------------------------- |
| 內閣總理大臣                                                          | 岸田文雄   |            | 眾議院 自由民主黨 （岸田派）              |                                                                                               | 自由民主黨總裁                                                        |
| 總務大臣                                                              | 金子恭之   |            | 眾議院 自由民主黨 （岸田派）              |                                                                                               | 再任                                                                  |
| 法務大臣                                                              | 古川禎久   |            | 眾議院 自由民主黨 （舊竹下派）            |                                                                                               | 再任                                                                  |
| 外務大臣                                                              | 林芳正     |            | 眾議院 自由民主黨 （岸田派）              | 內閣總理大臣臨時代理（第2順位）                                                               | 再入閣                                                                |
| 財務大臣 內閣府特命擔當大臣 （金融）                                  | 鈴木俊一   |            | 眾議院 自由民主黨 （麻生派）              | 擺脫通貨緊縮擔當大臣 內閣總理大臣臨時代理（第4順位）                                          | 再任                                                                  |
| 文部科學大臣                                                          | 末松信介   |            | 参議院 自由民主黨 （安倍派）              | 教育再生擔當大臣 國立國會圖書館聯絡調整委員會委員                                             | 再任                                                                  |
| 厚生勞動大臣                                                          | 後藤茂之   |            | 眾議院 自由民主黨 （無派系）              |                                                                                               | 再任                                                                  |
| 農林水產大臣                                                          | 金子原二郎 |            | 参議院 自由民主黨 （岸田派） （谷垣派）   | 內閣總理大臣臨時代理（第5順位）                                                               | 再任 →退出政界後：繼續擔任民間內閣成員（2022年7月26日-2022年8月10日） |
| 經濟產業大臣 內閣府特命擔當大臣 （原子能損失賠償 與廢爐等支援機構）   | 萩生田光一 |            | 眾議院 自由民主黨 （安倍派）              | 產業競争力擔當大臣 日俄經濟領域合作擔當大臣 原子能經濟受害擔當大臣                            | 再任                                                                  |
| 國土交通大臣                                                          | 齊藤鐵夫   |            | 眾議院 公明黨                             | 水循環政策擔當大臣                                                                            | 公明黨副代表 再入閣                                                   |
| 環境大臣 內閣府特命擔當大臣 （原子能防災）                            | 山口壯     |            | 眾議院 自由民主黨 （二階派）              |                                                                                               | 再任                                                                  |
| 防衛大臣                                                              | 岸信夫     |            | 眾議院 自由民主黨 （安倍派）              |                                                                                               | 再任                                                                  |
| 內閣官房長官                                                          | 松野博一   |            | 眾議院 自由民主黨 （安倍派）              | 沖繩基地減輕負擔擔當大臣 綁架問題擔當大臣 內閣總理大臣臨時代理（第1順位）                     | 再任                                                                  |
| 數位大臣 內閣府特命擔當大臣 （規制改革）                              | 牧島花蓮   |            | 眾議院 自由民主黨 （麻生派）              | 行政改革擔當大臣                                                                              | 再任                                                                  |
| 復興大臣 內閣府特命擔當大臣 （沖繩及北方領土對策擔當）                | 西銘恆三郎 |            | 眾議院 自由民主黨 （舊竹下派）            | 福島核電廠事故再生綜合擔當大臣                                                                | 再任                                                                  |
| 國家公安委員會委員長 內閣府特命擔當大臣 （防災） （海洋政策）         | 二之湯智   |            | 参議院 自由民主黨 （舊竹下派） （谷垣派） | 國土強韌化擔當大臣 領土問題擔當大臣 國家公務員制度擔當大臣                                    | 再任 →退出政界後：繼續擔任民間內閣成員（2022年7月26日-2022年8月10日） |
| 內閣府特命擔當大臣 （地方創生） （少子化對策） （男女共同參與）       | 野田聖子   |            | 眾議院 自由民主黨 （無派系）              | 女性活躍擔當大臣 兒童政策擔當大臣 孤獨及孤立對策擔當大臣 內閣總理大臣臨時代理（第3順位）      | 再任                                                                  |
| 內閣府特命擔當大臣 （經濟財政政策）                                   | 山際大志郎 |            | 眾議院 自由民主黨 （麻生派）              | 經濟再生擔當 新型資本主義擔當 新冠疫情對策與健康危機管理擔當大臣 全世代型社會保障改革擔當大臣 | 再任                                                                  |
| 內閣府特命擔當大臣 （科學技術政策） （宇宙政策）                      | 小林鷹之   |            | 眾議院 自由民主黨 （二階派）              | 經濟安全保障擔當大臣                                                                          | 再任                                                                  |
| 無任所大臣                                                            | 堀內詔子   |            | 眾議院 自由民主黨 （岸田派）              | 東京奧林匹克運動會及 東京殘疾人奧林匹克運動會擔當大臣 疫苗接種推進擔當大臣                    | 再任                                                                  |
| 內閣府特命擔當大臣 （消費者及食品安全） 酷日本戰略 （智慧財產權戰略） | 若宮健嗣   |            | 眾議院 自由民主黨 （舊竹下派）            | 世界博覽會擔當大臣 共生社會擔當大臣 城鄉、人才及就業創生擔當大臣                              | 再任                                                                  |

### 內閣官房副長官、內閣法制局長官
2021年（令和3年）11月10日任命。
| 職務           | 姓名     | 派系/原職                    | 備註 |
| -------------- | -------- | ---------------------------- | ---- |
| 內閣官房副長官 | 木原誠二 | 眾議院／自由民主黨（岸田派） |      |
| 內閣官房副長官 | 磯崎仁彦 | 参議院／自由民主黨（岸田派） |      |
| 內閣官房副長官 | 栗生俊一 | 事務擔當／警察廳             |      |
| 內閣法制局長官 | 近藤正春 | 前內閣法制次長／經濟產業省   | 再任 |

### 內閣總理大臣輔佐官
2021年（令和3年）11月10日任命。
| 職務                                                | 姓名     | 派系/原職                    | 備註                     |
| --------------------------------------------------- | -------- | ---------------------------- | ------------------------ |
| 內閣總理大臣輔佐官 （國家安全保障相關重要政策擔當） | 木原誠二 | 衆議院／自由民主党（竹下派） | 再任 内閣官房副長官 兼任 |
| 內閣總理大臣輔佐官 （國際人權問題擔當）             | 中谷元   | 眾議院／自由民主党（谷垣派） |                          |
| 內閣總理大臣輔佐官 （國內經濟及其他特命事項擔當）   | 村井英樹 | 眾議院／自由民主党（岸田派） | 再任                     |
| 內閣總理大臣輔佐官 （女性活躍擔當）                 | 森雅子   | 参議院／自由民主党（安倍派） |                          |

## 內閣舉措

### 經濟應對政策（能源）
圍繞日本經濟的環境越來越嚴峻。以俄羅斯侵略烏克蘭爲背景的國際原材料價格上漲和日元走低的影響等，日本國內與日常生活密切相關的能源、食品等價格持續上漲，全世界對經濟衰退的擔憂也在加大。
針對這種情況，岸田政府於2022年4月制定了《新冠肺炎疫情導致的油價、物價暴漲等綜合緊急對策》，5月通過了爲實現該對策的令和4年度追加更正預算。特別是對於燃料油價格的暴漲，通過採取劇變緩和措施，原本上升到200日元左右的汽油價格一直被控制在170日元左右。

### 應對物價暴漲、工資問題的措施
岸田指出，在日本由於化石燃料等海外依賴度高，一直以來，每當進口物價上漲時，收入就會流向海外。爲了克服這種日本經濟的脆弱性，謀求向能源和食品等抵抗危機的經濟結構轉換。而物價上漲的最大處方是實現充分彌補物價上漲的持續工資上漲，將加強對在困難的情況下也要提高工資的中小企業的支援政策。

## 外部連結
- 岸田內閣閣僚名單 （页面存档备份，存于）